# Little Orphant Annie
Little Orphant Annie è un film muto statunitense del 1918 diretto da Colin Campbell, ispirato alla poesia Little Orphant Annie di James Whitcomb Riley.

## Trama
Riley narra a un uditorio di bambini la storia della piccola orfanella Annie.
La piccina, in tenera età, perde la mamma e viene mandata in orfanotrofio.
Le sue storie di folletti e di elfi affascinano gli altri bambini ma poi uno zio viene a reclamarla e se la porta via.
Lui e la zia la costringono a una vita di dure fatiche, trattandola così crudelmente da indurre Big Dave, un agricoltore loro vicino, a trovarle rifugio presso lo squire del paese, Goode, e sua moglie.
Big Dave intende sposare Annie, ma deve partire per la guerra.
Quando Annie sente la notizia che l'innamorato è rimasto ucciso in battaglia, cade gravemente ammalata.
Ma quando si sveglia scopre che è stato tutto un sogno.

## Produzione
Il film fu prodotto da Selig Polyscope.

## Distribuzione
Distribuito dalla Pioneer Film Corporation, il film - presentato da William Nicholas Selig - uscì nelle sale cinematografiche statunitensi nel dicembre 1918. È conosciuto anche con il titolo Little Orphan Annie.

### Conservazione
Varie copie della pellicola si trovano conservate in collezioni private e negli archivi della Library of Congress di Washington.